# شهرستان کوابوتسک
شهرستان کوابوتسک (به لهستانی: Powiat Kłobuck) یک شهرستان در لهستان است که در استان سیلسیان واقع شده‌است. شهرستان کوابوتسک ۸۸۹٫۱۵ کیلومتر مربع مساحت و ۸۴٬۷۳۰ نفر جمعیت دارد.